# هنري هيوز (سياسي)
هنري هيوز (بالإنجليزية: Henry Hughes)‏ هو محامي وعالم اجتماع وسياسي أمريكي، ولد في 17 أبريل 1829 في بورت جيبسون في الولايات المتحدة، وتوفي في 3 أكتوبر 1862. انتخب عضو مجلس ولاية مسيسيبي.